# Liste des monuments nationaux du Quindío
Cet article liste les monuments nationaux du Quindío, en Colombie. Au 19 janvier 2022, neuf monuments nationaux étaient recensés dans ce département..

## Patrimoine matériel
| Code national             | Monument                            | Municipalité(s) | Adresse | Coordonnées                        | Date | Illustration               |
| ------------------------- | ----------------------------------- | --------------- | ------- | ---------------------------------- | ---- | -------------------------- |
| 01-01-01-08-63-001-000001 | Gare ferroviaire d'Armenia          | Armenia         |         | à géolocaliser                     | 1996 | Gare ferroviaire d'Armenia |
| 01-01-01-08-63-001-000002 | Gare ferroviaire d'Ortega Díaz      | Armenia         |         | 4° 29′ 00″ nord, 75° 45′ 00″ ouest | 1996 | Image manquante Téléverser |
| 01-01-01-04-63-001-000001 | Musée Quimbaya (en)                 | Armenia         |         | à géolocaliser                     | 2007 | Musée Quimbaya (en)        |
| 01-01-01-05-63-001-000001 | Place du marché d'Armenia (démolie) | Armenia         |         | à géolocaliser                     | 1995 | Image manquante Téléverser |
| 01-01-01-08-63-401-000001 | Gare ferroviaire de La Tebaida      | La Tebaida      |         | à géolocaliser                     | 1996 | Image manquante Téléverser |
| 01-01-01-08-63-401-000002 | Gare ferroviaire de Mara Velez      | La Tebaida      |         | à géolocaliser                     | 1996 | Image manquante Téléverser |
| 01-01-01-08-63-594-000001 | Gare ferroviaire de Carmelitas      | Quimbaya        |         | à géolocaliser                     | 1996 | Image manquante Téléverser |
| 01-01-01-08-63-594-000002 | Gare ferroviaire de Quimbaya        | Quimbaya        |         | à géolocaliser                     | 1996 | Image manquante Téléverser |
| 01-01-01-08-63-690-000001 | Gare ferroviaire de Salento         | Salento         |         | à géolocaliser                     | 1996 | Image manquante Téléverser |